# Hammer Museum
Het Armand Hammer Museum of Art and Culture Center, of het Hammer Museum zoals het meer bekendstaat, is een kunstmuseum in Los Angeles, Californië, dat wordt onderhouden door de Universiteit van Californië (UCLA). Het huisvest een collectie impressionistische en postimpressionistische kunst, oude meesters en Amerikaanse kunst van de achttiende tot de twintigste eeuw. Voorts bezit het museum 45.000 stuks grafiek, tekeningen en foto's uit de collectie van het Grunwald Center (sinds 1956) en meer dan 7500 werken van de Franse cartoonist Honoré Daumier (de grootste collectie buiten Parijs) uit de Hammer Daumier Collection. In recente jaren is het museum bekend geworden door de regelmatige uitbreiding van zijn collectie hedendaagse kunst op papier. Ten slotte voert het museum nog het management over een van de meest complete beeldenparken van de Verenigde Staten, de Franklin D. Murphy Sculpture Garden op de campus van de UCLA in Westwood (Los Angeles).

## Geschiedenis
Het museum werd gesticht door Armand Hammer, CEO van de Occidental Petroleum Corporation, als een plaats om zijn grote kunstcollectie tentoon te stellen. Hammer overleed vijftien dagen nadat het museum werd geopend voor het publiek in november 1990. Hij was meer dan twintig jaar lang directielid van het Los Angeles County Museum of Art, in deze tijd had hij zijn collectie aan het museum beloofd. Tot verrassing van het LACMA stichtte hij zijn eigen museum, grenzend aan het hoofdkantoor van Occidental Petroleum, ontworpen door Edward Larrabee Barnes, halverwege het stadscentrum van Los Angeles en de campus van de UCLA.
In 1994 was het Hammer Museum in het nieuws vanwege de verkoop van Leonardo da Vinci's Codex Leicester aan de oprichter van Microsoft, Bill Gates, voor 30.9 miljoen dollar. De Codex Leicester was een van de meest trotse aanwinsten van Armand Hammer, een die hij, overigens niet succesvol, probeerde te hernoemen in de Codex Hammer. De meeste musea hebben richtlijnen voor het verkopen van kunst, die vereisen dat de winst van een verkoop wordt gebruikt voor toekomstige aanwinsten. Het museum verkocht het 72 pagina tellende wetenschappelijke notitieboekje om de tentoonstellingen en programma's van het museum te financieren.
In hetzelfde jaar nam de universiteit het beheer over van de Armand Hammer Foundation, maar de stichting behield hier nog wel wat controle over, onder andere met een 'terugkeerclausule' die de stichting het recht gaf om de kunstcollectie terug te verlangen, alsmede sommige delen van de nagelaten fondsen. Het museum had lang gewenst deze clausules te elimineren.
Op 19 januari 2007 besloten het museum en de stichting om hun relatie te verbreken. De overgebleven 195 werken werden verdeeld, de stichting kreeg 92 schilderijen (getaxeerd op 55 miljoen dollar) en het museum kreeg 103 werken (getaxeerd op 250 miljoen dollar).